# Liste der angolanischen Botschafter in Frankreich

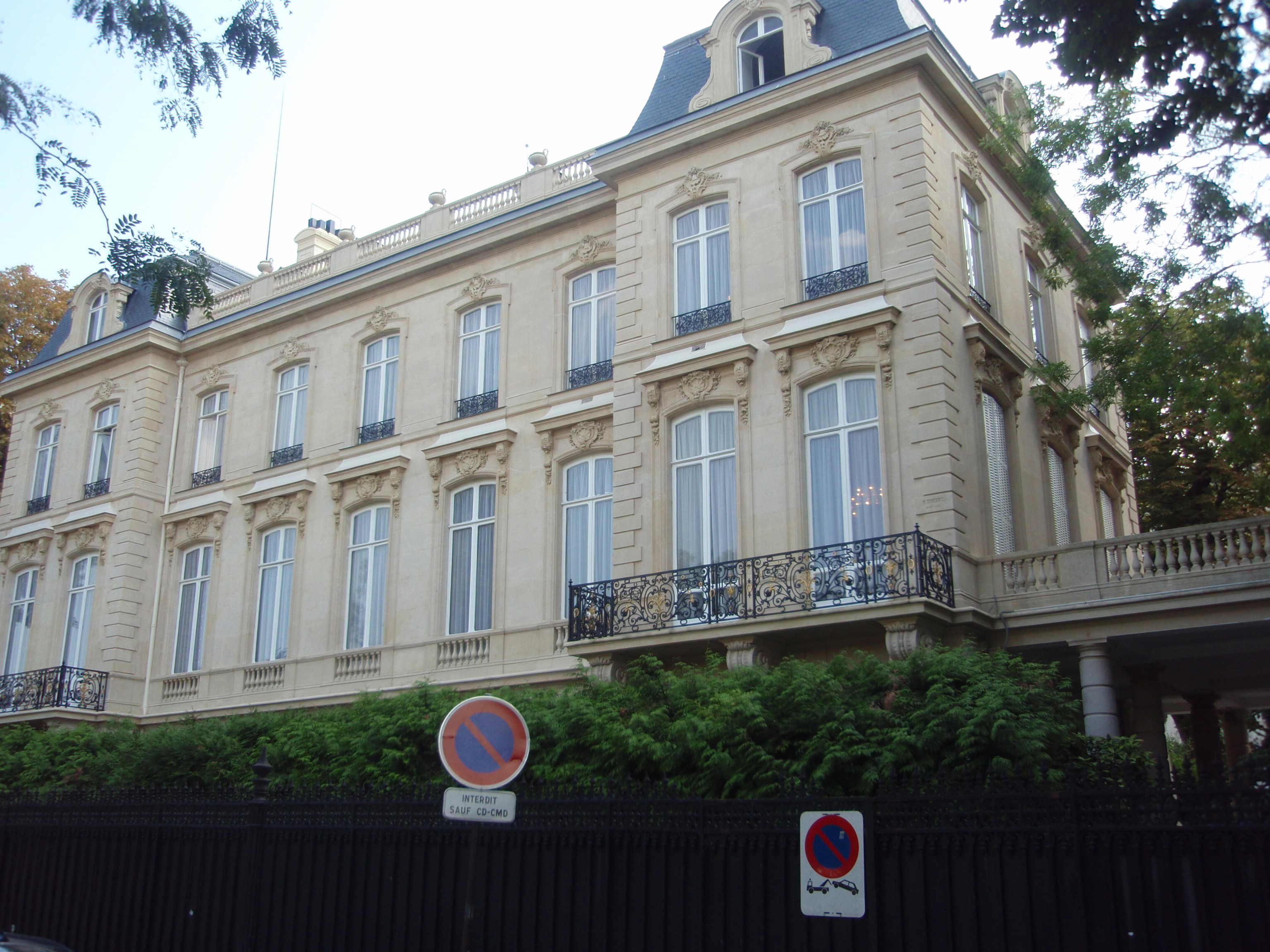
Angolanische Botschaft, 19 Avenue Foch, Paris, Haus von Germaine Halphen (* 1884; † 1975)

Der angolanische Botschafter in Paris ist regelmäßig auch bei der UNESCO akkreditiert.
| Ernannt / Akkreditiert | Leiter der Auslandsvertretung | Bemerkungen | ernannt von                            | akkreditiert bei         | Posten verlassen |
| ---------------------- | ----------------------------- | ----------- | -------------------------------------- | ------------------------ | ---------------- |
| 1979                   | Luis Jose de Almeida          |             | Agostinho Neto                         | Valéry Giscard d’Estaing |                  |
| 1992                   | Boaventura Cardoso            |             | Fernando José de França Dias Van Dúnem | François Mitterrand      | 1999             |
| 2000                   | Assunção dos Anjos            | [ 1 ]       | José Eduardo dos Santos                | Jacques Chirac           | 2002             |
| 2002                   | Ambrosio Lukoki               |             | Fernando da Piedade Dias dos Santos    | Jacques Chirac           | 2006             |
| 6. Feb. 2007           | Victor Manuel Lima            | [ 2 ]       | Fernando da Piedade Dias dos Santos    | Nicolas Sarkozy          |                  |
| Sep. 2008              | Miguel da Costa               |             | António Paulo Kassoma                  | Nicolas Sarkozy          | 2010             |